# Listă de filme sovietice din 1955
- Filme sovietice din: 1954 — 1955 — 1956

Aceasta este o listă de filme produse în Uniunea Sovietică în 1955.
| Titlu                        | Titlu original            | Regizor                                 | Distribuție                                         | Gen             | Note |
| ---------------------------- | ------------------------- | --------------------------------------- | --------------------------------------------------- | --------------- | ---- |
| 1955                         |                           |                                         |                                                     |                 |      |
| A 12-a noapte                | Двенадцатая ночь          |                                         |                                                     |                 |      |
| Campionul lumii              | Чемпион мира              |                                         |                                                     |                 |      |
| Doi prieteni                 | Два друга                 | Viktor Eisîmont                         | Leonea Krauklis, Vova Guskov, Daniil Sagal          |                 |      |
| Fantomele părăsesc piscurile | Призраки покидают вершины |                                         |                                                     |                 |      |
| Îmblânzitoarea de tigri      | Укротительница тигров     | Aleksandr Ivanovski, Nadejda Koșeverova | Liudmila Kasatkina, Pavel Kadocinikov, Leonid Bîkov | film de comedie |      |
| Măgărușul Magdanei           | Лурджа Магданы            |                                         |                                                     |                 |      |
| Merele de aur                | Золотые яблоки            |                                         |                                                     |                 |      |
| Mireasa răpită               | Нестерка                  |                                         |                                                     |                 |      |
| Poveste neterminată          | Неоконченная повесть      |                                         |                                                     |                 |      |